# Peter Krisp

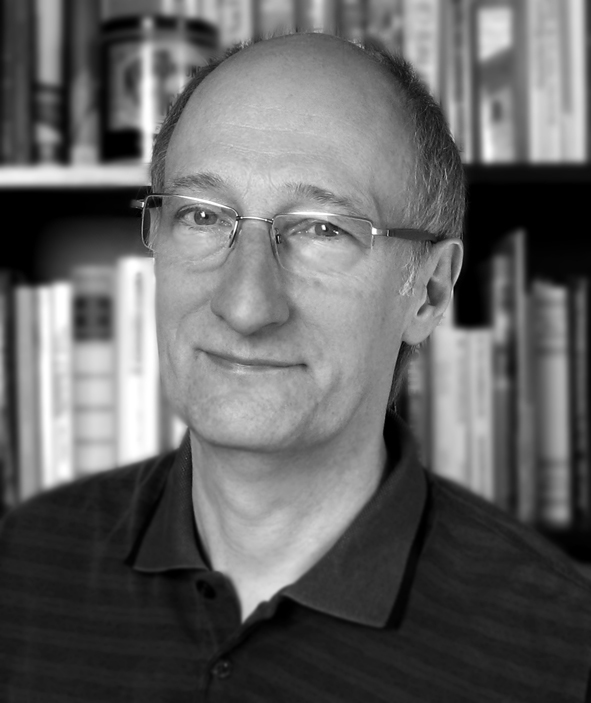
Illustrator Peter Krisp, 2009

Peter „Piiit“ Krisp (Pseudonym: Ulrich Larsen-Adam) ist ein deutscher Comiczeichner und Illustrator aus Lüneburg. Bis 1995 war er Exklusiv-Zeichner für die bekannten Lurchi-Hefte des Schuhherstellers Salamander. Die Gesamtauflage seiner Werke liegt bei über 40 Mio. Exemplaren.

## Wirken

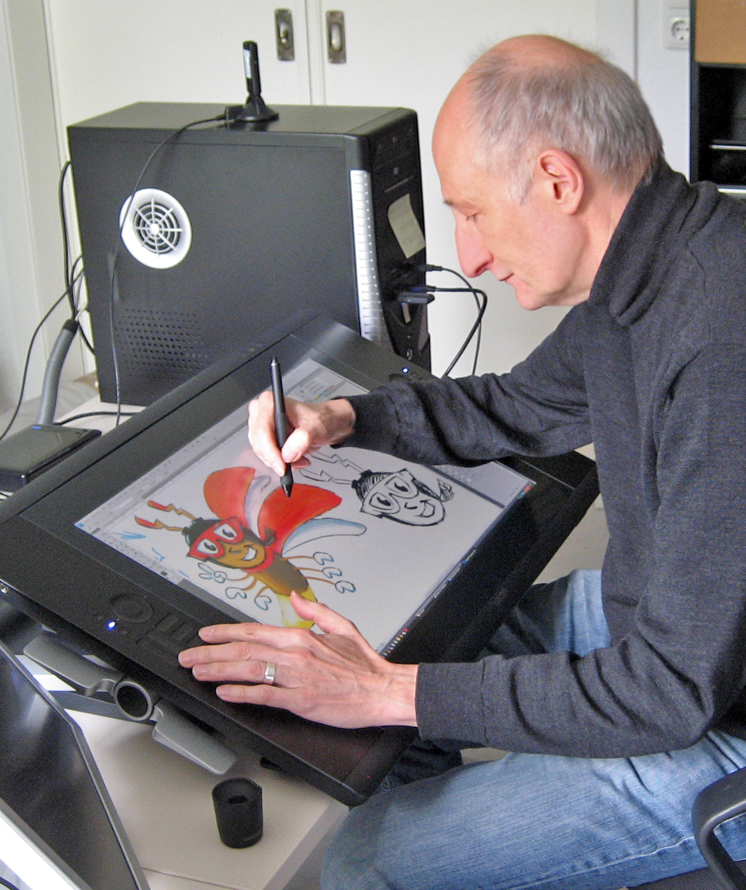
Illustrator Peter Krisp bei der Arbeit, 2014

Peter Krisp absolvierte ein Grafik-Studium mit dem Schwerpunkt Display-Design an der Fachhochschule Hamburg und war ab 1971 überwiegend im Trickfilm tätig. 1979 begann die Arbeit bei den Lurchi-Heften, für die er 34 Hefte erstellte. 1995 beendete er seine Arbeit bei Salamander.
Tabaluga, Papa Moll sowie Benni und Teddy gehören zu den weiteren von Krisp betreuten Lizenz-Helden. Viele Figuren, auch ganze Serien von Comics und Cartoons, wurden von ihm selbst entwickelt. In fast allen Fällen vom Konzept bis zum fertigen Produkt. Für den Carlsen Verlag kreierte er beispielsweise die Pixi-Buch Reihe Jan + Leo (unter dem Pseudonym „Ulrich Larsen-Adam“).
Seit 2009 arbeitet Krisp überwiegend als Autor und Illustrator für Wissenschaft und Technik. Besonders seine Illustrationen für MindMatters, einem wissenschaftlich fundierten Programm zur Förderung der psychischen Gesundheit an Schulen der Sekundarstufe I und der Primarstufe, erfahren zunehmend eine bundesweite Verbreitung.